# Карпово (Павинский район)
 Карпово — деревня в Павинском районе Костромской области. Входит в состав Петропавловского сельского поселения

## География
Находится в северо-восточной части Костромской области на расстоянии приблизительно 15 км на восток по прямой от села Павино, административного центра района.

## История
Известна с 1720 года как деревня Чертищево. В 1859 году здесь было учтено 14 дворов.

## Население
Численность постоянного населения составляла 112 человек (1859), 99 в 2002 году (русские 99 %), 43 в 2022.